# Wommelgem
Wommelgem es una localidad y municipio de la provincia de Amberes en Bélgica. Sus municipios vecinos son Amberes, Boechout, Borsbeek, Ranst, Schilde y Wijnegem. Tiene una superficie de 13,0 km² y una población en 2020 de 12.936 habitantes, siendo los habitantes en edad laboral el 62% de la población.

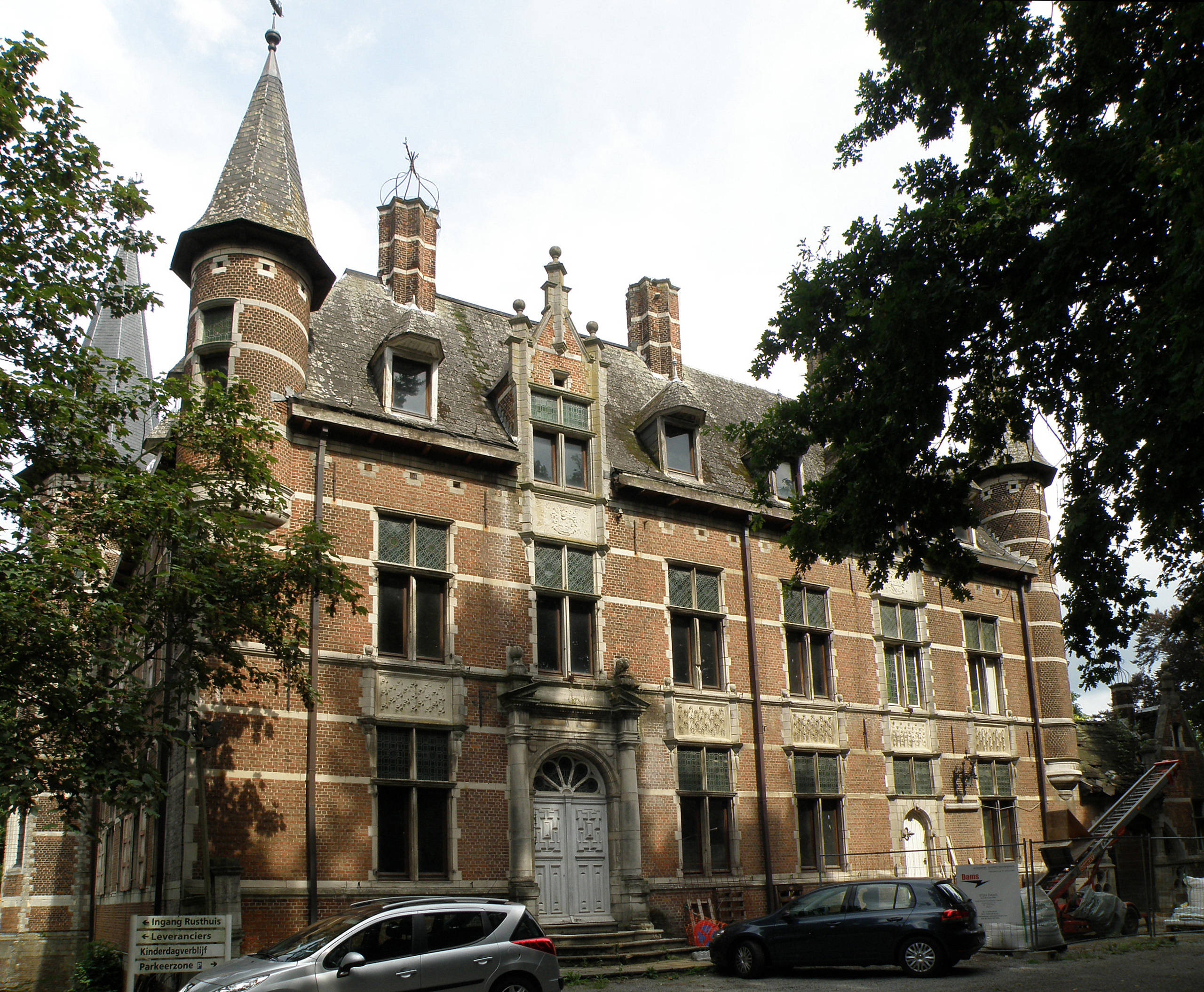
Antigua casa solariega, en la actualidad un restaurante.

Wommelgem es uno de los 25 municipios que se conectan con el Canal Alberto para rutas comerciales fluviales.

## Demografía

### Evolución
Todos los datos históricos relativos al actual municipio, el siguiente gráfico refleja su evolución demográfica.
| Gráfica de evolución demográfica de Wommelgem entre 1846 y 2020 |
|                                                                 |